# Romanizacja (starożytność)

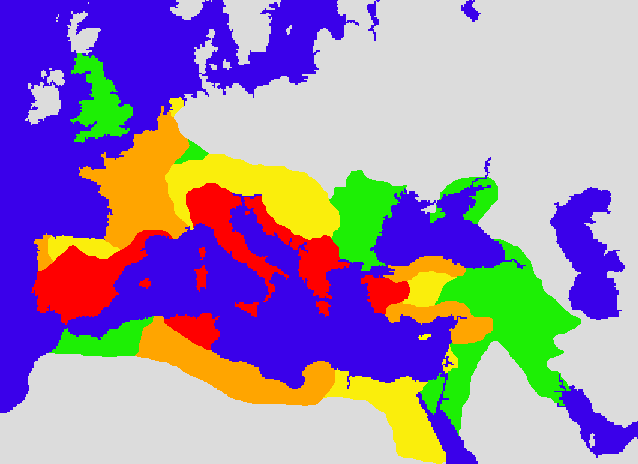
Podboje Rzymian

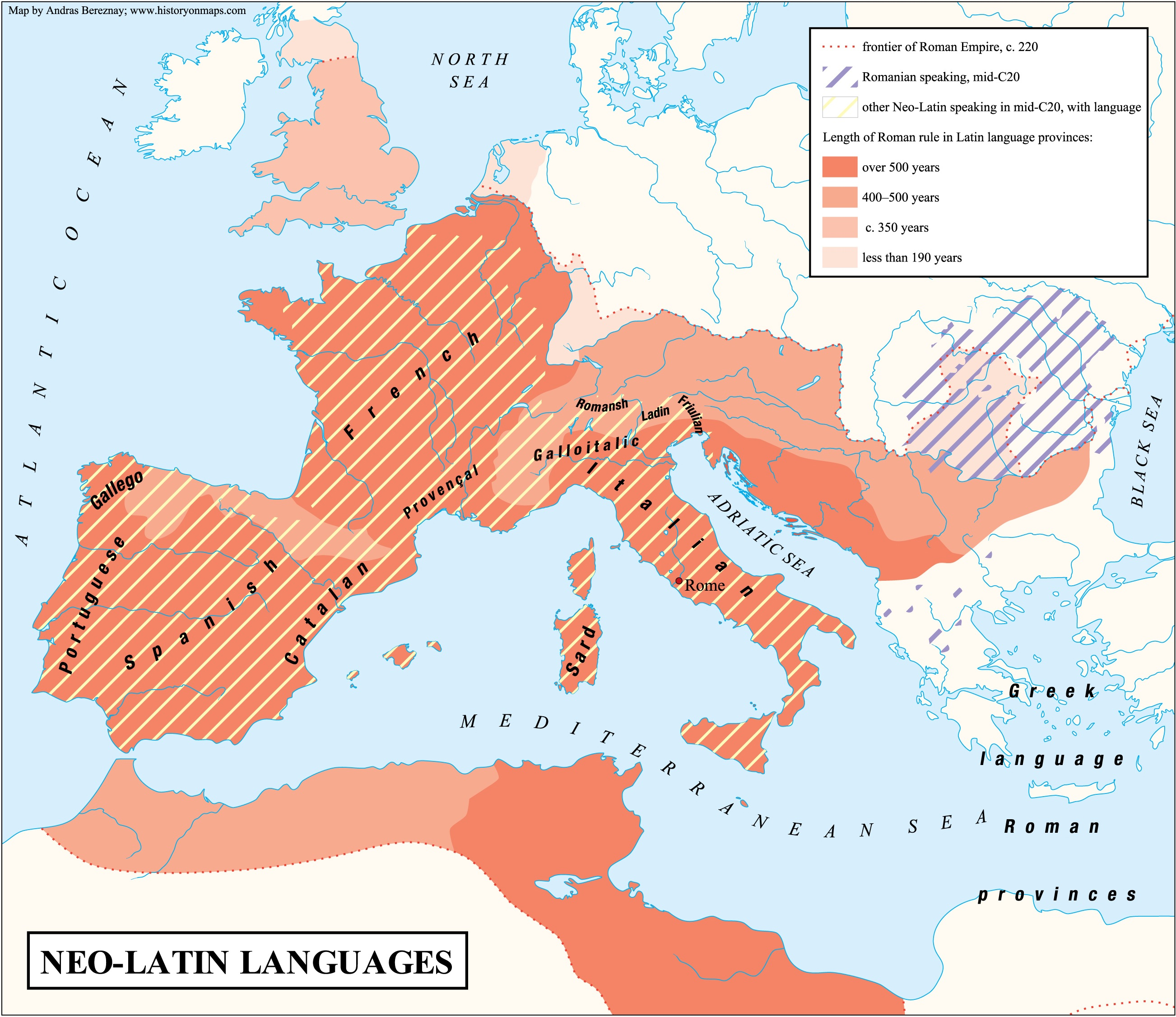
Długość rzymskiego panowania w prowincjach łacińskojęzycznych a współczesne języki romańskie

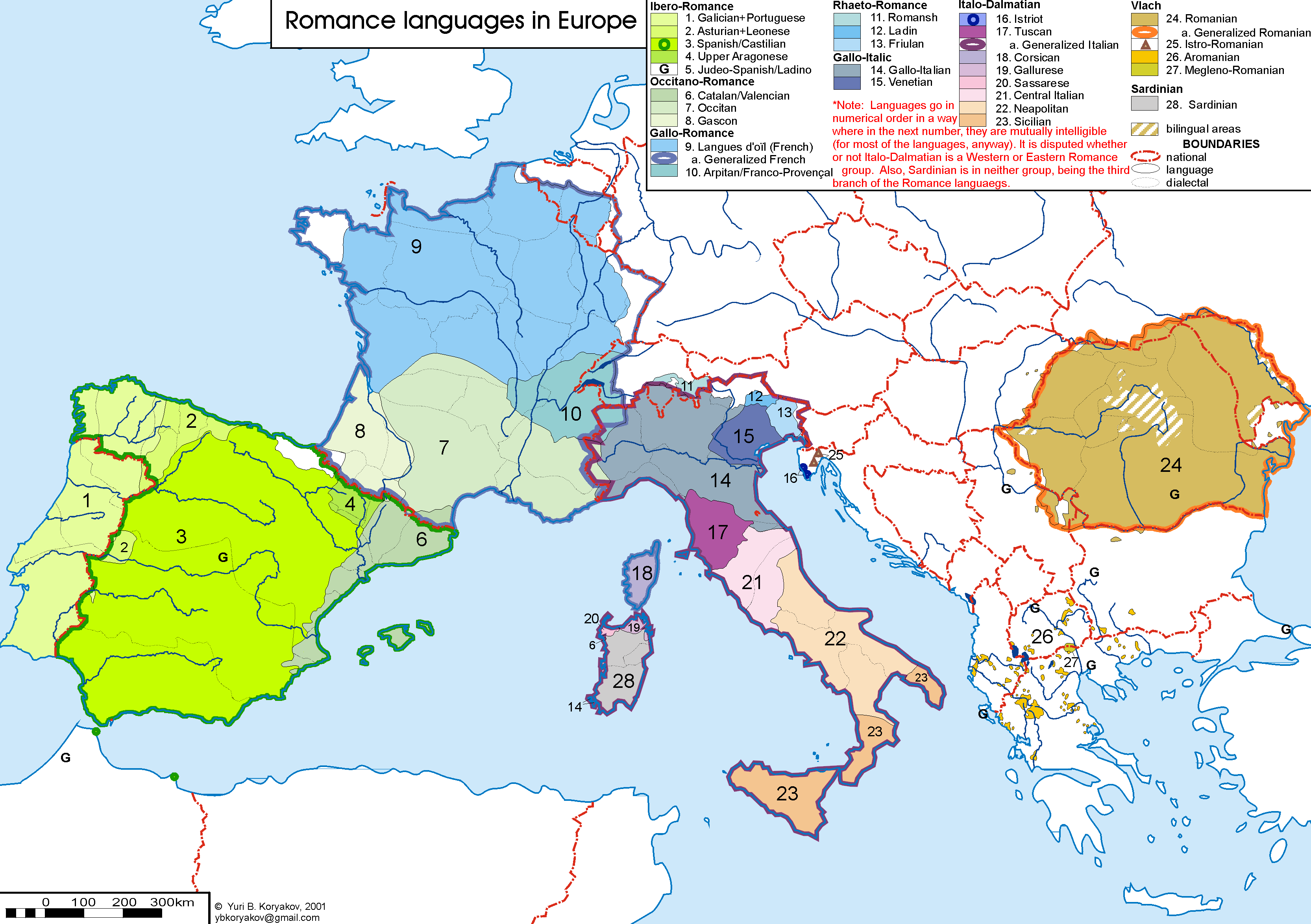
Współczesny zasięg języków romańskich w Europie

Romanizacja – proces polegający na rozpowszechnianiu się kultury rzymskiej i języka łacińskiego na terenach podbitych przez Rzymian. Proces ten wywarł dominujący wpływ na kształt cywilizacji Zachodu.
W okresie cesarstwa proces romanizacji nasilił się. Coraz więcej lokalnych kultur zaczęło identyfikować się z kulturą rzymską. Nie bez znaczenia był też kult cesarza w pryncypacie oraz wspólna religia w dominacie, a także wspólny język – łacina. Istotne było też nadanie w 212 roku obywatelstwa prawie wszystkim wolnym mieszkańcom cesarstwa na mocy edyktu Karakalli, co zostało zapoczątkowane już wcześniej. 
Rzymianie nigdy nie narzucali swej kultury siłą, zawsze był to akt dobrowolny – za pewne wyjątki można tu uznać prześladowania chrześcijan i żydów. Romanizacji uległa bardziej zachodnia część imperium – zamieszkiwana w większości przez ludy barbarzyńskie, a nie wschodnia, którą podbił już w IV wieku p.n.e. Aleksander Macedoński. Ta część już wcześniej przejęła kulturę grecką. Większość Greków i innych mieszkańców Wschodu nie znała łaciny. Cywilizacja wschodu Imperium Rzymskiego cechowała się też większym intelektualizmem i bardziej mistycznym typem religijności niż cywilizacja rzymska, co jeszcze bardziej utrudniało romanizację tych terenów. 
Także wiele terenów Zachodu, szczególnie dzikich i peryferyjnych, nie uległo romanizacji. Tyczy się to przede wszystkim północnej Hiszpanii (gdzie do dziś mieszkają nigdy niezromanizowani Baskowie), Brytanii i północnej Galii, w której na wsi długo przeważała ludność celtycka, a także regionów alpejskich i naddunajskich. Romanizacji uległy natomiast niektóre tereny bezpośrednio przyległe do Grecji, skąd według dominującej teorii pochodzą Rumuni – do dziś zamieszkują ją ludy romańskie mówiące dialektami takimi jak język arumuński. Z kolei położona w bezpośrednim sąsiedztwie Rzymu południowa Italia aż do końca średniowiecza pozostała greckojęzyczna – do dziś zamieszkuje ją mniejszość italogrecka.